# Agón (kommunhuvudort)
Agón är en kommunhuvudort i Spanien.   Den ligger i provinsen Provincia de Zaragoza och regionen Aragonien, i den nordöstra delen av landet, 250 km nordost om huvudstaden Madrid. Agón ligger 324 meter över havet och antalet invånare är 191.
Terrängen runt Agón är huvudsakligen platt, men västerut är den kuperad. Runt Agón är det glesbefolkat, med 11 invånare per kvadratkilometer. Närmaste större samhälle är Tauste, 17,8 km öster om Agón. Trakten runt Agón består till största delen av jordbruksmark.